# Brendon Urie
Brendon Boyd Urie (født 12. april 1987) er en amerikansk sanger, sangskriver og musiker, som er bedst kendt for at være forsanger i bandet Panic! at the Disco, hvoraf han er er det eneste medlem tilbage. 
1. ↑  Navnet er anført på tjekkisk og stammer fra Wikidata hvor navnet endnu ikke findes på dansk.